# Karl von Kaltenborn-Stachau
Karl von Kaltenborn-Stachau (Halle an der Saale, 1817. július 21. – Kassel, 1866. április 19.) német báró és jogtudós.

## Élete
1845-ben a német jog magán-, 1853-ban rendkívüli, 1861-ben rendes tanára lett Königsbergben és 1864-ben mint követségi tanácsos a kurhesseni minisztériumba lépett be. Különösen a népjog történetével foglalkozott.

## Művei
- Kritik des Völkerrechts (Lipcse, 1847);
- Die Vorläufer des H. Grotius (uo. 1848);
- Kriegsschiffe auf neutralem Gebiete (Hamburg, 1850);
- Grundsätze des praktischen europ. Seerechts (2 kötet, uo. 1857);
- Geschichte der deutschen Bundesverhältnisse Und Einheitsbestrebungen (2 kötet, uo. 1857);
- Einleitung in das konstitutionelle Verfassungsrecht (Lipcse, 1863);
- Die Volksvertretung und die Besetzung der Gerichte, besonders des Staatsgerichtshofs (uo. 1864).